# Memphis (Alabama)
Memphis – miasto w Stanach Zjednoczonych, w stanie Alabama, w hrabstwie Pickens. W roku 2023 miasto zamieszkiwało 25 osób, a gęstość zaludnienia wynosiła 25 osób/km².